# BankingWeb21
BankingWeb21(バンキングウェブ21、BW21)は、NECが開発した純オープン系の勘定系システムのパッケージである。

## 概要
BankingWeb21は、UNIX基盤上で旧住友銀行が開発した運用基盤ミドルウェアのOpenDiosaを採用し、低コストで先進的なオブジェクト指向技術を採用したパッケージとされている。稼働環境は、NECのUNIXサーバーで、オペレーティングシステムはHP-UX、データベース管理ソフトはOracle Database、アプリケーションサーバはBEAなど。
1999年（平成11年）7月に発表され、200億円以上を投じ、米国、中国、インド、日本の4カ国で開発にあたった。2003年（平成15年）5月に1行目の八千代銀行（現：きらぼし銀行）が稼働を開始し「日本初のオープン系勘定系」とされている。
当初は八千代銀行を含め9行が採用を発表していた。しかしBankingWeb21の開発遅延により、八千代の稼働開始は予定より2年遅れとなった。この開発遅延並びにその対応の中で八千代専用のカスタマイズとなってしまったとの報道や稼働直後の6月の障害で、2004年（平成16年）の大光銀行をはじめとして採用撤回が続き、「失敗プロジェクト」とも呼ばれた。翌年には営業と開発を停止するとの報道も流れたが、NECはそれを否定した。
稼働は八千代のみの状態が7年間続いたが、2010年（平成22年）5月に三重銀行（現：三十三銀行）、2015年（平成27年）5月に東京スター銀行が稼働を開始した。 その後、八千代、三重の両行は合併におけるシステム統合で、このシステムへの統合を選択しなかったため、現在の稼働行は東京スターのみとなっている。

## 採用行
- 稼働中
  - 東京スター銀行 2015年5月6日稼働開始、3行目[4]。

- 稼働停止
  - 八千代銀行（後のきらぼし銀行） 2003年5月4日稼働開始。日本初のオープン系勘定系[5]。1行目。
    - 2018年5月1日、同行は東京都民銀行および新銀行東京を吸収合併、きらぼし銀行として発足。2020年5月6日のシステム統合にあたっては、消滅行である旧都民銀側のSTELLA CUBEに統合[6]。

  - 三重銀行 2003年2月採用発表、2010年5月5日稼働、2行目。
    - 2021年5月1日に第三銀行に吸収合併され解散。第三銀行は第二地銀協を脱退し、三十三銀行が三重銀行に代わって地銀協に加盟したが、合併時点で当システムを破棄し、旧第三銀行側のNEXTBASEに片寄された。

- 稼働予定
  - なし

- 凍結中
  - 沖縄銀行  2011年1月採用発表、2014年稼働開始予定[7]→ 2014年3月28日開発凍結を発表。2016年1月4日に現行のNECメインフレームをリプレース[8]。

- 採用撤回行
  - 岩手銀行 2000年に、既存のNECメインフレームを一旦更新し、営業店システムもNEC開発のパッケージを導入した上で、その後BankingWeb21へのリプレースを発表していた。その後撤回し、PROBANKへの移行を検討するも、こちらも撤回し、結果的には2005年にNTTデータ地銀共同センターへリプレース。
  - 愛媛銀行 2005年採用撤回。結果、NECメインフレームを継続。2015年にネットワークとハードウェアを更新し、NECを継続利用。
  - 東日本銀行 大光銀行共同システム→採用撤回→大光銀行共同システム単独→富士通とアウトソーシング契約を締結。富士通バンキングインフォテクノが開発・運用を担っている形で稼働[9]→2019年1月、NTTデータ共同システム（MEJAR）の5行目の稼働行として、リプレースした[10]。
  - 大光銀行 TRITON/ACROSS21→東日本銀行共同システム→採用撤回→NEXTBASE。
  - トマト銀行 2006年4月採用撤回→NEXTBASE。
  - 高知銀行 2006年12月採用撤回→NEXTBASE。
  - 大東銀行 2007年5月採用撤回→NECメインフレーム(ACOS-4)を継続の上、2009年1月に更新→2016年5月6日にNEXTBASEへリプレース[11]。
  - (旧)びわこ銀行 2010年3月に関西アーバン銀行に吸収合併され、その後関西アーバン銀行のシステム（SMBCシステムを利用した、日本総合研究所開発のパッケージ）に片寄せされたため、事実上の採用撤回。その後継の関西みらい銀行では、さらにりそな銀行の統合システムに移行されている。